# نخستین برش
نخستین برش (انگلیسی: Prime Cut) یک فیلم سینمایی آمریکایی در ژانر وسترن محصول سال ۱۹۷۲ میلادی به کارگردانی مایکل ریچی با فیلمنامه ای که توسط رابرت دیلون نوشته شده‌است.

## داستان
یک آدمکش اهل شیکاگو به شهر کانزاس فرستاده می‌شود تا بدهی یک گله دار را که نه تنها گوشت دشمنانش را چرخ و در سوسیس استفاده می‌کند، بلکه زنان را نیز به عنوان برده‌های جنسی به فروش می‌رساند، وصول نماید…

## بازیگران
- لی ماروین - نیک دابلین
- جین هکمن - ماری آن
- آنجل تامپکینز - کلارابل
- گرگوری ولکات - وینی
- سیسی اسپیسک - خشخاش
- جانت بالدوین - بنفش
- ویلیام موری - شای
- کلینت الیسون - دلانی
- هوارد پلات -
- لس لانوم - اوبراین
- ادی اگان - جیک
- ترزا رینش - دختر جیک
- باب ویلسون - راننده درو
- گوردون امضا کننده - بروکمن
- گلادیس واتسون - بانوی شیر
- وین ساواگن - صورت فلک[۵][۶]